# Conus striolatus
Conus striolatus ist der Artname einer Schnecke aus der Familie der Kegelschnecken (Gattung Conus), die im mittleren Indopazifik verbreitet ist und sich von Fischen ernährt.

## Merkmale
Conus striolatus trägt ein mäßig kleines bis mittelgroßes und mäßig festes Schneckenhaus, das bei ausgewachsenen Schnecken 2,5 bis 4 cm Länge erreicht. Der Körperumgang ist meist bauchig kegelförmig bis eiförmig, der Umriss wechselnd konvex. Die Schulter ist gewinkelt bis fast gerundet. Das Gewinde ist mittelhoch, sein Umriss gerade bis leicht konvex. Der Protoconch ist vielgewindig und misst maximal 0,7 mm. Die Nahtrampen des Teleoconchs sind flach bis konkav mit 2 auf 4 bis 6 zunehmenden spiraligen Rillen. Der Körperumgang ist an der Basis mit in weiten Abständen spiralig verlaufenden Rippen überzogen.
Die Grundfarbe des Gehäuses ist blassgrau bis blassdunkelgelb. Der Körperumgang ist mit olivfarbenen oder braunen, axial ausgerichteten Wolkenmustern gezeichnet, hervorgehoben durch angrenzende blaugraue Hintergrundwolken, die beiderseits der Mitte jeweils zu einer unterbrochenen oder durchgehenden spiraligen Bande verschmelzen. Spiralige Reihen abwechselnder brauner bis schwarzer und weißer Punkte und Striche erstrecken sich von der Basis bis zur Schulter. Bei einigen Exemplaren fehlen die Wolkenmuster auf dem Körperumgang. Die Umgänge des Protoconchs sind rosa bis orange. Die späten Nahtrampen sind mit dunkelgelben bis olivfarbenen radialen Streifen und Flecken gezeichnet. Das Innere der Gehäusemündung ist weiß bis bläulich-weiß.
Die Oberseite des Fußes ist in der Mitte beige mit dunkelgelben Radialstreifen. Eine schwarz gepunktete Linie vor dem Rand verschmilzt zu einem auffälligen sattelförmigen bis unregelmäßigen schwarzen Fleck neben dem Vorderrand. Der Randbereich ist entweder abwechselnd schwarz und weiß oder wechselnd gelbbraun bis dunkelorange gefleckt, wobei neben den Vorderecken manchmal weiße Flecken auftreten. Die Fußsohle ist grau bis gelbbraun mit weniger dunkelgelben Streifen als auf der Oberseite. Das Rostrum ist gelbbraun bis blassorange, gelegentlich dorsal mit braunen Flecken. Die Fühler sind weiß bis gelbbraun, manchmal mit brauner Spitze, der Sipho weiß oder dunkelgelb, dorsolateral mit dunkelbraunen Flecken und mit gelbbrauner bis blassorangefarbener Spitze.

## Verbreitung und Lebensraum
Conus striolatus ist im mittleren Indopazifik von der Küste des westlichen Thailand über Indonesien bis zu den Philippinen, Taiwan und nach Australien (Queensland) verbreitet, wahrscheinlich auch auf den Seychellen. Er lebt in der Gezeitenzone und etwas darunter auf schlammigem Sand.

## Entwicklungszyklus
Wie alle Kegelschnecken ist Conus striolatus getrenntgeschlechtlich, und das Männchen begattet das Weibchen mit seinem Penis. Das Weibchen legt zahlreiche Eikapseln ab. Die darin befindlichen Eier haben einen Durchmesser von rund 224 µm, woraus geschlossen wird, dass die Veliger-Larven mindestens 21 Tage lang frei schwimmen, bevor sie niedersinken und zu kriechenden Schnecken metamorphosieren.

## Ernährung
Conus striolatus frisst Fische, die er mit seinen giftigen Radulazähnen harpuniert.